# Panel administracyjny
Panel administracyjny – miejsce, w którym administrator danego serwisu, komputera lub usługi może wprowadzić zmiany dotyczące działania aplikacji, jej konfiguracji czy dostępności. Najczęściej spotykany w aplikacjach internetowych.
Dostęp do panelu najczęściej jest chroniony hasłem, bez którego nieautoryzowany użytkownik nie może dokonać żadnych zmian. Panel administracyjny jest nieodłącznym elementem CMS-u i forum dyskusyjnego.